# لبويي الثانية (الريف الشرقي)
لبويي الثانية (بالفارسية: لپویی دو) هي منطقة سكنية تقع في إيران في قسم الريف الشرقي الريفي. يقدر عدد سكانها بـ 218 نسمة بحسب إحصاء 2016.